# Поліфагія (симптом)
Поліфа́гія — порушення харчової поведінки, що проявляється підвищеним апетитом, клінічний симптом деяких хвороб. Людина відчуває постійну потребу в їжі.
Причини цього стану можуть бути різні, їх можна умовно розділити на 3 групи.
- Психогенні порушення. В результаті ряду патологічних психічних станів відбувається порушення адекватної оцінки кількості з'їденої їжі, також у деяких випадках дана поведінка є способом боротьби зі стресовими станами.
- Аліментарні порушення. При даній патології з якоїсь причини припиняється або стає недостатнім надходження в організм поживних речовин. Причиною може бути як недоїдання, так і різні порушення ферментативних систем, що відповідають за засвоєння поживних речовин в організмі людини.
- Ендокринна патологія. Через порушення гуморальної регуляції при ендокринній патології можуть страждати всі види основного обміну. Так, наприклад, при цукровому діабеті порушується метаболізм глюкози, а при тиреотоксикозі прискорюється метаболізм організму в цілому.

Сам по собі симптом не несе безпосередньої небезпеки для життя і здоров'ю, але у зв'язку з тим, що він є лише ознакою серйознішого захворювання, не слід залишати його без уваги. Ознакою серйозної патології є ситуація, коли поліфагія супроводжується зниженням маси тіла.